# Manchac
Manchac est une petite agglomération non incorporée de la paroisse de Tangipahoa en Louisiane.
Elle est située sur le lac Maurepas à la passe Manchac, qui le relie au lac Pontchartrain. Elle abrite les ruines de l'un des cinq anciens phares du lac Pontchartrain.
Manchac est connu pour la pêche, la chasse au canard, ses restaurants de fruits de mer et ses visites des marais. Elle abrite aussi  le Port Manchac Distribution Center, centre logisltique avec des entrepôts et des liens ferroviaires, routiers et fluvials.
L'Interstate 55 a une entrée/sortie pour Manchac.
Le fort Bute ou poste Manchac, nommé d'après le Premier ministre britannique de l'époque, fut créé en 1763 à la confluence entre la rivière Iberville (aujourd'hui Bayou Manchac) avec le Mississippi et resta un important poste de commerce et poste militaire britannique jusqu'à ce qu'il soit capturé par les forces espagnoles sous Luis de Unzaga y Amézaga 'le Conciliateur', qui construisit un nouveau fort, Fort Manchak, en août 1775 et pour Bernardo de Gálvez le 7 septembre 1779, durant ce qui allait être connue sous le nom de la bataille de Fort Bute lors de la guerre d'indépendance américaine.

## Source
- (en) Cet article est partiellement ou en totalité issu de l’article de Wikipédia en anglais intitulé « Manchac, Louisiana » (voir la liste des auteurs).